# Потапова (присілок)
Пота́пова (рос. Потапова) — присілок у складі Байкаловського району Свердловської області. Входить до складу Краснополянського сільського поселення.
Населення — 10 осіб (2010, 26 у 2002).
Національний склад населення станом на 2002 рік: росіяни — 100 %.